# Staticoideae
Staticoideae es una subfamilia de pequeñas plantas perteneciente a la familia  Plumbaginaceae. El género tipo es Statice L. Contiene las siguientes tribus:

## Tribus
- Aegialitideae
- Staticeae